# RES FM
A RES FM é a denominação da rádio estação emissora de radiodifusão local, emitindo em 107,9 MHz, com 500 W, cujo alvará foi atribuído à Rádio 100 - Soc. de Produções Audiovisuais, Lda. para o concelho de Alpiarça (Distrito de Santarém).

## História
Após o processo de regularização do espectro radiofónico português em 1988, a Rádio 100 – Sociedade Produções Áudio Visuais, Lda. é titular, desde 23 de dezembro de 1989, da licença para o exercício da actividade de radiodifusão para cobertura local, na altura na frequência 107.8 MHz.
Em 2002 a Alta Autoridade para a Comunicação Social aprovou a transmissão de alvará de que o Canal 13 - Sociedade de Realização, Produção e Emissão de Programas Audiovisuais, Lda. era titular há mais de 3 anos a favor de Rádio 100 - Sociedade de Produções Audiovisuais, Lda., estando a estação a emitir ainda na frequência 107,8 MHz.

Em 2010 Rádio 100 viu a sua licença renovada por mais 10 anos em 20 de Maio.
Em 2013, a par de uma transmissão de quotas na empresa titular, a Entidade Reguladora para a Comunicação Social aprovou a alteração de domínio do operador Rádio 100, de generalista para temático musical (focado nos estilos musicais Dance) e alteração da denominação para RES FM.